# Eduard Winter
Eduard Winter (* 16. September 1896 in Grottau, Nordböhmen, Österreich-Ungarn; † 3. März 1982 in Ost-Berlin) war ein österreichischer Historiker und Hochschullehrer.

## Leben und Wirken
Eduard Winter, Sohn eines Schuhmachers und Kanzleiverwalters, besuchte die Volksschule in Sebastiansberg und das Obergymnasium in Böhmisch Leipa.
1915–1919 studierte er an der Katholisch-Theologischen Fakultät der Universität Innsbruck und wurde 1919 zum römisch-katholischen Priester im Bistum Leitmeritz geweiht. Zu weiteren Studien ging er an die Deutsche Universität in Prag. Während seines dortigen Studiums wurde er 1919 Mitglied der katholischen Studentenverbindung KDStV Vandalia Prag im CV. 1920 gründete er die katholische Studentenbewegung „Bildungs- und Wanderbund Staffelstein“. 1921 wurde er an der Deutschen Universität Prag zum Doktor theol. promoviert.
Er habilitierte sich 1922 in Theologie sowie 1926 in Philosophie. Im Winter 1926/27 reiste er nach Rom; nach seiner Rückkehr erhielt er eine neu geschaffene außerordentliche Professur für Christliche Philosophie. Am 13. Juli 1934 wurde er Nachfolger August Naegles als Ordinarius für Kirchengeschichte und Patristik an der Theologischen Fakultät der Deutschen Universität zu Prag.
In den folgenden Jahren kam es zu einer Entfremdung Winters von der Kirche und einer Annäherung an sudetendeutsche Positionen und den Nationalsozialismus. Ab Mai 1939 war er Mitglied der NSDAP. 1940 heiratete er seine Mitarbeiterin Maria Kögl, im gleichen Jahr wurde ihr erstes Kind geboren. Er bat um seine Entpflichtung; es kam zu einem Skandal und zu seiner Exkommunikation. Im Herbst 1941 wurde Winters bisheriger kirchengeschichtlicher Lehrstuhl auf die Philosophische Fakultät übertragen und in eine Forschungsprofessur für Europäische Geistesgeschichte umgewandelt. Winter blieb so der Universität erhalten. Seine Forschungsschwerpunkte wurden nun Reformkatholizismus, Aufklärung und Josephinismus – eine entschieden antirömische Tendenz, die er bis an sein Lebensende durchhielt. Winter war Leiter des Instituts für osteuropäische Geistesgeschichte der Reinhard-Heydrich-Stiftung in Prag. Winter war kein Mitglied der SS und arbeitete auch nicht, wie von der deutschen Geschichtswissenschaft nach 1990 kolportiert wird, für den Sicherheitsdienst des Reichsführers SS, SD. 1944 erschien Winters Schrift Byzanz und Rom im Kampf um die Ukraine.
Ende Juli 1945 wurde Winter aus Prag vertrieben; er kam zunächst nach Wien, seine Familie lebte am Achensee in Tirol.
Winter wandte sich dem sozialistischen Internationalismus zu und wurde 1947 auf den Lehrstuhl für Osteuropäische Geschichte an der Martin-Luther-Universität Halle-Wittenberg berufen. Im Oktober 1948 wurde er als Nachfolger Otto Eißfeldts ihr Rektor. Seine Antrittsrede kennzeichnet seinen neuen Forschungsschwerpunkt: Der Vatikan und das russisch-französische Bündnis (1894). Auch in den folgenden Jahren bis 1951 blieb er Rektor. Von 1951 bis zu seiner Emeritierung 1966 lehrte er an der Humboldt-Universität zu Berlin und leitete dort das Institut für Geschichte der Völker der UdSSR. Er war ab 1955 ordentliches Mitglied der Deutschen Akademie der Wissenschaften zu Berlin, wo er von 1955 bis 1959 die Historische Abteilung des Instituts für Slawistik, von 1956 bis 1959 die Arbeitsgruppe Geschichte der slawischen Völker am Institut für Geschichte und von 1961 bis 1965 die Arbeitsstelle für deutsch-slawische Wissenschafts-Beziehungen leitete. Er wurde 1963 zunächst korrespondierendes und vier Jahre später ordentliches Mitglied der Académie internationale d’histoire des sciences in Paris.
Winter unterstützte die DDR ideologisch und publizistisch, behielt jedoch seine 1946 erworbene österreichische Staatsbürgerschaft und wohnte in Berlin, wie auch viele DDR-Künstler und Wissenschaftler, in der Straße 201.
Zu seinen Schülern zählen Felix-Heinrich Gentzen, Hubert Mohr, Ludwig Richter, Hans-Joachim Seidowsky und Sigrid Wegner-Korfes.
Winters umfangreicher Nachlass befindet sich im Archiv der Berlin-Brandenburgischen Akademie der Wissenschaften.

## Auszeichnungen
- 1956: Nationalpreis der DDR
- 1981: Vaterländischer Verdienstorden in Silber[8]

## Schriften

### Autor
- Ferdinand Kindermann Ritter von Schulstein. Wien 1926
- Die geistige Entwicklung A. Günther’s und seiner Schule, Wien 1931
- Bernard Bolzano und sein Kreis, 1932
  - tschechisch: Bolzano a jeho kruh, 1935
- Religion und Offenbarung in der Religionsphilosophie B. Bolzano’s, Breslau 1932
- Tausend Jahre Geisteskampf im Sudetenraum, 1938
  - tschechisch: Tisíc let duchovního zápasu, 1940
- Byzanz und Rom im Kampf um die Ukraine, Prag 1940, Nachdruck Fürth 1993
- Der Josefinismus und seine Geschichte, 1943
  - tschechisch: Josefinismus a jeho dějiny: Příspěvek k duchovním dějinám Čech a Moravy 1740–1848, Praha: Jelínek, 1945
- Bolzano-Brevier. Sozialethische Betrachtungen aus dem Vormärz, Wien 1947.
- Die tschechische und slowakische Emigration in Deutschland im 17. und 18. Jahrhundert, 1955
- Eduard Winter: Bolzano, Bernard. In: Neue Deutsche Biographie (NDB). Band 2, Duncker & Humblot, Berlin 1955, ISBN 3-428-00183-4, S. 438–440 (Digitalisat).
- Russland und das Papsttum, 2 Bände, Berlin: Akademie-Verlag, 1960/61
  - Teil 1: Von der Christianisierung bis zu den Anfängen der Aufklärung, 1960
  - Teil 2: Von der Aufklärung bis zur grossen sozialistischen Oktoberrevolution, 1961
  - Teil 3: Die Sowjetunion und der Vatikan, 1972
- Frühhumanismus. Seine Entwicklung in Böhmen und deren europäische Bedeutung für die Kirchenreformbestrebungen im 14. Jahrhundert, 1964
- Romantismus, Restauration und Frühliberalismus im österreichischen Vormärz, Wien 1968
- Frühliberalismus in der Donaumonarchie. Religiöse, nationale und wissenschaftliche Strömungen von 1790–1868, Berlin 1968
- Bernard Bolzano. Ein Lebensbild, Stuttgart/Bad Cannstatt 1969
- Revolution, Neuabsolutismus und Liberalismus in der Donaumonarchie, Wien 1969
- Der Bolzanokreis 1824–1833, Wien 1970
- Über die Perfektibilität des Katholizismus, Berlin 1971
- Rom und Moskau. Ein halbes Jahrtausend Weltgeschichte in ökumenischer Sicht, 1972
- (und Maria Winter) Domprediger Johann Emanuel Veith und Kardinal Friedrich Schwarzenberg. Der Güntherprozess in unveröffentlichten Briefen und Akten, Wien 1972.
- Robert Zimmermanns philosophische Propädeutik und die Vorlagen aus der Wissenschaftslehre Bernard Bolzanos, Wien 1975.
- Die Sozial- und Ethnoethik Bernard Bolzanos. Humanistischer Patriotismus oder romantischer Nationalismus im vormärzlichen Österreich. Bolzano contra Friedrich Schlegel, Wien 1977
- Ketzerschicksale. Christliche Denker aus neun Jahrhunderten, Zürich/Köln 1980
- Mein Leben im Dienst des Völkerverständnisses. Nach Tagebuchaufzeichnungen, Briefen, Dokumenten und Erinnerungen, Bd. 1 (= Beiträge zur Geschichte des religiösen und wissenschaftlichen Denkens, Bd. 10), (Ost-)Berlin 1981
- (posthum) Erinnerungen (1945–1976), hg. von Gerhard Oberkofler, Frankfurt am Main etc.: Lang 1994, ISBN 3-631-47550-0

### Herausgeber
- Der Briefwechsel B. Bolzano’s mit F. Exner, 1935
- mit Jan Berg, Friedrich Kambartel, Jaromír Loužil, Bob von Rootselaar: Bernard Bolzano: Gesamtausgabe, Stuttgart/Bad Cannstatt 1969 ff.